# Ronja Perschbacher
Ronja Perschbacher (* 7. Januar 1972 in Weinheim) ist eine ehemalige deutsche Politikerin (Bündnis 90/Die Grünen). Sie war von 1995 bis 1999 Abgeordnete des Hessischen Landtags.
Ronja Perschbacher machte 1991 am Franziskaner Gymnasium Kreuzburg ihr Abitur. Im Jahr darauf begann sie ein Studium der Volkswirtschaftslehre an den Universitäten in Frankfurt am Main und in Urbino, Italien. Sie trat 1993 den Grünen und der Grünen Jugend bei. Von 1992 bis 1994 war sie Vorsitzende des Landesverbandes Hessen der Grünen Jugend. Noch während ihres Studiums wurde sie am 5. April 1995 in den Hessischen Landtag gewählt, dem sie bis zum 4. April 1999 angehörte. Während ihres Landtagsmandats war sie Mitglied im Ausschuss für Jugend, Familie und Gesundheit und im Ausschuss für Wirtschaft.